# Chappell-Inseln
Die Chappell-Inseln (englisch Chappell Islands) sind eine unbewohnte Inselgruppe in der Bass-Straße zwischen Australien und Tasmanien. Die Gruppe zählt zum Furneaux-Archipel und liegt etwa neun Kilometer vor der Südwestküste von Flinders Island.
1798 entdeckte Matthew Flinders die Inselgruppe. Er benannte sie nach seiner Ehefrau Ann Chappelle.

## Inseln
| Inselname                        | Aliasname       | Koordinaten           | Fläche | Einwohner | Anmerkung |
| -------------------------------- | --------------- | --------------------- | ------ | --------- | --------- |
| Little Goose Island              |                 | 40° 18′ S, 147° 47′ O | 0,04   | –         |           |
| Inner Little Goose Island        |                 | 40° 18′ S, 147° 47′ O | 0,01   | –         |           |
| Goose Island                     |                 | 40° 18′ S, 147° 48′ O | 1,09   | –         |           |
| Badger Island                    |                 | 40° 19′ S, 147° 52′ O | 12,42  | –         |           |
| Double Rock                      |                 | 40° 22′ S, 147° 53′ O | 0,0001 | –         | 2 Inseln  |
| Boxen Island                     |                 | 40° 23′ S, 147° 54′ O | 0,07   | –         |           |
| North West Mount Chappell Island |                 | 40° 16′ S, 147° 55′ O | 0,03   | –         |           |
| Little Badger Island             |                 | 40° 18′ S, 147° 55′ O | 0,025  | –         |           |
| Beagle Island                    |                 | 40° 20′ S, 147° 55′ O | 0,12   | –         |           |
| Mount Chappell Island            | Chappell Island | 40° 16′ S, 147° 55′ O | 3,38   | –         |           |